# Obodnik
Obodnik je naseljeno mjesto u općini Kotor Varoš, Republika Srpska, Bosna i Hercegovina.

## Zemljopis
Obodnik se nalazi na ušću Kruševice i Vigošće u Vrbanju (na 340 metara nadmorske visine). Od ovog mjesta dolina Vrbanje se širi u Večićko polje i poduzlomačku zaravan oko Vrbanjaca. 
Kroz Obodnik prolazi magistralna cesta M4 (Banjaluka — Matuzići), koji se tu uključuje na magistralnu cestu M17. Pri ušću Kruševice je odvojak asfaltrirane registralne ceste R-440, za Šiprage i Kruševo Brdo.
Okružen je podplaninskim uzvišima: na jugoistoku - Poturak (790 m), sjeverozapadu – Lisina (703 m) i na sjeveru – Veliki Obodnik (640 m). Planinske padine su obrasle hrastovo-grabovim i mješovitim listopadno-četinarskom šumom.

## Stanovništvo

### Popisi 1971. – 1991.
| Obodnik            |              |              |              |
| Godina popisa      | 1991.        | 1981.        | 1971.        |
| Srbi               | 833 (98,93%) | 505 (97,11%) | 481 (97,56%) |
| Hrvati             | 4 (0,47%)    | 5 (0,96%)    | 7 (1,41%)    |
| Muslimani          | 0            | 0            | 1 (0,20%)    |
| Jugoslaveni        | 3 (0,35%)    | 10 (1,92%)   | 0            |
| Ostali i nepoznato | 2 (0,23%)    | 0            | 4 (0,81%)    |
| Ukupno             | 842          | 520          | 493          |

### Popis 2013.
| Obodnik            |              |
| godina popisa      | 2013.        |
| Srbi               | 660 (99,55%) |
| Bošnjaci           | 1 (0,15%)    |
| Hrvati             | 1 (0,15%)    |
| ostali i nepoznato | 1 (0,15%)    |
| ukupno             | 663          |